# Los asistentes
Los asistentes (título original: The Assistants) es una película estadounidense del género comedia de 2009, dirigida y escrita por Steve Morris, musicalizada por Aaron Kaplan, en la fotografía estuvo Aaron Torres y el elenco está compuesto por Chris Conner, Michael Grant Terry, Kathleen Early y Joe Mantegna, entre otros. Este largometraje fue producido por Team Effort Films y se estrenó el 24 de junio de 2009.

## Sinopsis
Un grupo de asistentes de Hollywood pelea por llegar a algo más importante, entonces se proponen realizar un filme, pero sin que sus jefes sepan, ya que van a usar sus recursos.